# 2010年の気象・地象・天象
2010年の気象・地象・天象（2010ねんのきしょう・ちしょう・てんしょう）では、2010年（平成22年）の気象・地象・水象・天象に関する出来事について記述する。
なお、2010年の地震については「Category:2010年の地震」を、2010年の台風については「2010年の台風」を参照のこと。
2009年の気象・地象・天象 - 2010年の気象・地象・天象 - 2011年の気象・地象・天象

## 地象

### 1月
- 1月12日 - ハイチの首都ポルトープランス近くでマグニチュード(M)7.0の地震が発生、本震と余震により多くの建物が倒壊し、死者多数（詳細はハイチ地震 (2010年)参照）。
- 1月17日 - 中国貴州省でM3.4 - 4.0の地震が発生。2箇所で土砂崩れが発生し、死者7人、行方不明者1人、負傷者9人。

### 2月
- 27日- 5時31分（JST）に沖縄本島近海で地震があり、マグニチュード (M) は7.2。沖縄県糸満市で震度5弱を観測した。沖縄本島で震度5以上を観測したのは、1911年6月以来99年ぶりとなった[1]。6時前後に沖縄県南城市で約10センチ、同県南大東島で10センチ未満の津波が観測された[2]。世界遺産・勝連城跡の一部城壁が崩落した[3]。(沖縄本島近海地震)
- 2月27日 - チリ・コンセプシオンにてマグニチュード (M) 8.8の地震が発生[4]。翌28日にかけて、この地震による津波がチリから太平洋周辺海域及び周辺諸国などに到達（詳細はチリ地震 (2010年)参照）。
- 28日- 前日発生したチリ地震で気象庁が午前9時33分青森県から宮城県にかけての太平洋岸に大津波警報を発令、大津波警報発令は1993年7月12日の北海道南西沖地震の時以来17年ぶり、その他の太平洋岸にも津波警報を発令。

### 3月
- 3月4日 - 台湾高雄県でマグニチュード6.4の地震が発生した（甲仙地震）。
- 3月8日 - トルコ東部でM5.9の地震が発生。死者57人、負傷者約100人。

### 4月
- 4月4日 - メキシコバハカリフォルニア州でM7.2の地震が発生。死者2人、負傷者100人以上。
- 4月14日
  - 中国青海省玉樹チベット族自治州玉樹県でマグニチュード(Mw)6.9の地震が発生、死者多数（詳細は青海地震を参照）。
  - アイスランド南部のエイヤフィヤトラヨークトル氷河が噴火し、欧州上空に火山灰が広がった。その影響で、各国で空港を閉鎖、ヨーロッパを中心に航空機の世界各便が欠航、世界各国の30ヶ国以上の首脳はポーランドの大統領の国葬を辞退した。

### 5月
- 5月9日 – スマトラ島沖地震、M7.2。

### 7月
- 7月17日 -パプアニューギニアニューブリテン島で18日午後11時（日本時間同10時）すぎから約30分の間に、マグニチュード6.9と7.3の地震が連続して起きた。震源地は同島カンドリアンの東110キロと105キロで近接し、震源の深さはいずれも58キロ。インドネシア当局は津波警報を出したが、間もなく解除した。地震による被害の情報はない[5]。

### 10月
- 10月25日 - スマトラ島沖でマグニチュード7.7の地震が発生、津波により少なくとも449人が死亡、多数の負傷者。
- 10月26日 – インドネシア・ジャワ島の火山が噴火、15人死亡の情報も。ムラピ山が少なくとも3回にわたって噴火し、付近の住民数千人が避難。
- 10月28日 – ロシア・カムチャツカ半島で2つの火山が噴火、周辺の町が火山灰に覆われるなどの被害。火山灰は、約10kmの高さまで及んでいて、太平洋まで広がっている。

### 11月
- 11月1日 –  アイスランドのグリムスヴォトン火山に噴火の兆候、河川の増水（通常の3倍）と活発な地震を観測。
- 11月5日 - インドネシアのジャワ島ムラピ火山再噴火で死者81人、国際便の欠航相次ぐ。

### 12月
- 12月20日 – イラン南部でマグニチュード6.5の地震。
- 12月22日 - 東京都の小笠原諸島・父島近海を震源とするM7.4の地震、八丈島で津波60センチ。

## 気象

### 1月
- 1月上旬 - 西日本を中心に寒気が南下。東海地方平野部や中国地方南部でも積雪を記録した。
- 1月4日 - 低気圧の通過により韓国で大雪。ソウルで過去最高の積雪25.8cmを記録した。
- 1月中旬 - 全国的に寒気が南下。九州各地でも積雪を記録し、熊本市では26年ぶりの大雪となり歴代5位の積雪7cmを記録した。新潟県では十日町市や津南町で積雪3メートルを超え、4年ぶりの大雪となった。

### 2月
- 2月1日 - 2月2日- 南岸低気圧の影響で、東京都心で積雪（1cm）を記録。都心で1cmの積雪となったのは2008年2月以来2年ぶり。
- 2月上旬前半 - 北日本を中心に非常に強い寒波が到来。占冠で-34.4℃を記録するなど低温となった。新潟市では26年ぶりの大雪となり積雪81cmを記録した。
- 2月中旬 - 南岸の前線や低気圧の影響により、関東地方で曇りや雪の日が続いた。東京では2月の雪日数が26年ぶりの10日を記録。
- 2月20日 - 大西洋のポルトガル領マデイラ島で豪雨、大規模な洪水が発生。
- 2月下旬 - 全国的にかなり高温となった。25日を中心に各地で2月の最高気温の記録を更新した。

### 4月
- 4月16日 - 4月17日 - 寒気の影響で関東地方各地で大雪となり、東京都心でも1967年、1969年に並ぶ観測史上最も遅い降雪を記録。
- 4月24日 - ミシシッピ州で大規模な竜巻が発生。死者10人。

### 5月
- 5月27日 - 気象庁が発表する注意報・警報の発表区域がこの日の13時より市町村単位になる（従来方式も引き続き継続）。

### 7月
- 7月8日 - 中国の長江流域で8日から豪雨が続き、12日正午までに1563人が被災、死者39人、行方不明者13人となったと国家防災室が発表した。被災地域は重慶市と湖北、江西などの9省で、避難者は62万人に及んでいる。

### 10月
- 10月15日 -新潟県胎内市で突風が吹き3人がけが、翌日新潟地方気象台が竜巻だったと発表。
- 10月20日 -奄美大島で豪雨2人死亡。

### 12月
- 12月3日～7日 – アメリカ東海岸一帯を強い寒波と吹雪で、飛行便の不通、オフィス閉鎖、オクラホマ州からノースカロライナ州にかけた広い範囲で160万世帯が停電。
- 12月26日 - アメリカ東部で大雪、一部で非常事態宣言。
- 12月31日 - 強い冬型の気圧配置となり日本海側で大雪、特に九州西部と山陰地方では記録的大雪となり、鹿児島市で観測史上最大となる積雪25cm、鳥取県米子市でこれも観測史上最大となる日降雪量79cmを記録した。また松江市や福岡市で上空5500ｍ付近の気温が過去最低を記録。

## 天象

### 1月
- 1月1日 - 部分月食観測。
- 1月15日 - アフリカ、インド洋などで金環食、日本では北部九州を中心に中部地方以西で日没直前に日没帯食を観測した。

### 7月
- 7月11日 - 南太平洋タヒチ島やチリ領イースター島を含む約1万1000キロの弓状の範囲で皆既日食が観測された。

### 12月
- 12月21日 - 皆既月食観測。